# فینکنکروگ
فینکنکروگ (به آلمانی: Finkenkrug) یک منطقهٔ مسکونی در آلمان است که در فالکنزی واقع شده‌است. فینکنکروگ ۵٬۸۳۰ نفر جمعیت دارد.